# Ossian (Indiana)
Ossian és una població dels Estats Units a l'estat d'Indiana. Segons el cens del 2000 tenia 2.943 habitants.

## Demografia
Segons el cens del 2000, Ossian tenia 2.943 habitants, 1.130 habitatges, i 807 famílies. La densitat de població era de 762,6 habitants/km².
Dels 1.130 habitatges en un 38,3% hi vivien nens de menys de 18 anys, en un 57,9% hi vivien parelles casades, en un 10,4% dones solteres, i en un 28,5% no eren unitats familiars. En el 25% dels habitatges hi vivien persones soles l'11,1% de les quals corresponia a persones de 65 anys o més que vivien soles. El nombre mitjà de persones vivint en cada habitatge era de 2,54 i el nombre mitjà de persones que vivien en cada família era de 3,04.
Per edats la població es repartia de la següent manera: un 28,4% tenia menys de 18 anys, un 7,9% entre 18 i 24, un 29,8% entre 25 i 44, un 18,9% de 45 a 60 i un 14,9% 65 anys o més.
L'edat mediana era de 35 anys. Per cada 100 dones de 18 o més anys hi havia 84,4 homes.
La renda mediana per habitatge era de 45.449 $ i la renda mediana per família de 54.188 $. Els homes tenien una renda mediana de 36.875 $ mentre que les dones 25.682 $. La renda per capita de la població era de 18.925 $. Entorn del 3% de les famílies i el 4,4% de la població estaven per davall del llindar de pobresa.

## Poblacions més properes
El següent diagrama mostra les poblacions més properes.